# Северная Двина (земснаряд)
Северная Двина (земснаряд) – споруджений у 2016 році на замовлення російської компанії «Росморпорт» землесосний самовідвізний снаряд (trailing suction hopper dredger, TSHD). 

## Характеристики
Корабель, який належить до розробленого нідерландською компанією Damen проекту TSHD 2000, був споруджений в’єтнамською верф’ю Song Thu Corporation, після чого дообладнаний нідерландською верф’ю Damen Shipyard Gorinchem. 
Земснаряд призначений для робіт на глибинах до 22 метрів, а для відвезення вибраного грунту використовується трюм об’ємом 2000 м3. Насоси мають продуктивність у 4500 м3/год.
Пересування здійснюється зі швидкістю до 11 вузлів.
Силова установка потужністю базується на двох двигунах Caterpillar 3512C потужністю по 1,04 МВт.

## Завдання судна
З середини серпня 2016-го судно виконувао своє перше завдання із експлуатаційного днопоглиблення в порту Сабетта, що створений в Обській губі для обслуговування заводу зі зрідження газу Ямал ЗПГ. На початку жовтня «Северная Двина» прибув до порту приписки Архангельськ та узявся за роботи в його акваторії.
З квітня 2017-го земснаряд відновив роботи в Архангельську, а наприкінці того ж року вже працював на Балтиці в порту Калінінграда, де по травень 2018-го вилучив 0,44 млн м3 грунта.
З липня 2019-му  «Северная Двина» знову працював у Сабетті (на цей раз разом з однотипним земснарядом «Белое море»), де з огляду на суворі кліматичні умови роботи могли виконуватись лише у короткий проміжок в другій половині літа та осінню.
Кампанія 2020-го у Обській губі була пов’язана із нетиповим проектом – спорудженням та засипанням траншеї під офшорну ділянку газопроводу Новопортівське – Ямбург-Тула. Далі «Белое море» та «Северная Двина» узялись за експлуатаційне днопоглиблення у порту Архангельску, а на зиму відправились з таким же завданням до Калінінграду.
В травні 2021-го «Северная Двина» повернувся на північ та до кінця літа виконував роботи в порту  Архангельськ, після чого рушив по Північному морському шляху до Владивостока, де працював рік допоки в жовтні 2022-го не повернувся в Архангельськ. Роботи в Архангельську земснаряд завершив на почату грудня, після чого рушив до Калінінграду.